# فلويد سيمونز
فلويد سيمونز (بالإنجليزية: Floyd Simmons)‏ هو منافس ألعاب قوى وممثل أمريكي، ولد في 10 أبريل 1923 في تشارلوت في الولايات المتحدة، وتوفي بنفس المكان في 1 أبريل 2008. من الجوائز التي نالها وسام القلب الأرجواني.

## جوائز
- وسام القلب الأرجواني

## وصلات خارجية
- فلويد سيمونز على موقع أوليمبيديا (الإنجليزية)
- فلويد سيمونز على موقع قاعة كارولاينا الشمالية للمشاهير الرياضية (الإنجليزية)
- فلويد سيمونز على موقع IMDb (الإنجليزية)
- فلويد سيمونز على موقع قاعدة بيانات الفيلم (الإنجليزية)